# Иванец Крижевачки
Иванец Крижевачки (до 1981. Иванац Војаковачки) је насељено место у саставу града Крижеваца у Копривничко-крижевачкој жупанији, Република Хрватска.

## Историја
До територијалне реорганизације у Хрватској налазио се у саставу бивше велике општине Крижевци.

## Становништво
На попису становништва 2011. године, Иванец Крижевачки је имао 308 становника.

## Попис1991.
На попису становништва 1991. године, насељено место Иванец Крижевачки је имало 348 становника, следећег националног састава:
| Попис 1991.‍  | Попис 1991.‍  | Попис 1991.‍ | Попис 1991.‍ | Попис 1991.‍ |
| ------------ | ------------ | ----------- | ----------- | ----------- |
|              |              |             |             |             |
| Хрвати       | Хрвати       |             | 335         | 96,26%      |
| Срби         | Срби         |             | 6           | 1,72%       |
| Југословени  | Југословени  |             | 4           | 1,14%       |
| неопредељени | неопредељени |             | 3           | 0,86%       |
| укупно: 348  |              |             |             |             |